# Dierama cupuliflorum
Dierama cupuliflorum är en irisväxtart som beskrevs av Friedrich Wilhelm Klatt. Dierama cupuliflorum ingår i släktet Dierama och familjen irisväxter.

## Underarter
Arten delas in i följande underarter:
- D. c. caudatum
- D. c. cupuliflorum